# La Palma del Coyul
La Palma del Coyul är en ort i Mexiko.   Den ligger i kommunen Santiago Pinotepa Nacional och delstaten Oaxaca, i den sydöstra delen av landet, 400 km söder om huvudstaden Mexico City. La Palma del Coyul ligger 144 meter över havet och antalet invånare är 135.
Terrängen runt La Palma del Coyul är kuperad österut, men västerut är den platt. Terrängen runt La Palma del Coyul sluttar söderut. Runt La Palma del Coyul är det ganska tätbefolkat, med 60 invånare per kvadratkilometer. Närmaste större samhälle är Santiago Pinotepa Nacional, 5,4 km nordost om La Palma del Coyul. I omgivningarna runt La Palma del Coyul växer i huvudsak lövfällande lövskog.